# Crotalaria claussenii
Crotalaria claussenii är en ärtväxtart som beskrevs av George Bentham. Crotalaria claussenii ingår i släktet sunnhampor, och familjen ärtväxter. Inga underarter finns listade i Catalogue of Life.